# Luis León Sánchez
Luis León Sánchez Gil (Mula, 24 november 1983) is een Spaans voormalig wielrenner. Hij blonk vooral uit in het tijdrijden en het middelgebergte. Dat blijkt uit zijn vier nationale titels in het tijdrijden, tweemaal winst in de Clásica San Sebastián, het eindklassement van Parijs-Nice en vier etappeoverwinningen in de Ronde van Frankrijk, telkens over een golvend parcours. Hij won goud bij de wegwedstrijd op de Europese Spelen 2015 in Bakoe.

## Achtergrond
Luis León Sánchez komt uit een echt sportgezin dat bestaat uit vier broers, waarvan er drie profwielrenner werden en één als profvoetballer actief is. Alle broers hebben “León” als eerste of tweede naam, verwijzend naar hun grootvader: León, Luis León, Pedro León (de profvoetballer van de vier) en Antonio León. Het wielrennen vindt zijn oorsprong bij vader Pedro León Sánchez. Toen hij nog diende bij de Guardia Civil, werd hij gestationeerd in Bilbao, waar hij het slachtoffer werd van een autobom van de ETA. Geraakt aan beide benen kreeg Pedro León senior een racefiets om te revalideren, iets wat aansloeg. Het was uiteindelijk León, de oudste van de vier broers, die als eerste aan de slag ging als profwielrenner. Hij kwam in 2005 om het leven bij een ongeluk met een quad. "León, veertien maanden ouder dan ik, was mijn broer en mijn beste vriend. We waren altijd samen en trainden altijd samen. Ik sprak met mijn jongere broer Pedro León af om ieder succes van ons op te dragen aan onze overleden broer," aldus Luis León. Zo kwam hij met de vingers naar de hemel gericht over de streep bij zijn overwinningen in de Ronde van Frankrijk.

## Loopbaan
Luis León Sánchez startte zijn wielercarrière in 2004 bij Liberty Seguros. Hij reed daar tot en met 2006. Tijdens die jaren won hij verscheidene koersen. Daarvan is zijn belangrijkste overwinning ongetwijfeld de Tour Down Under die hij won in 2005. Hij pakte toen ook een etappezege mee. In 2006 won hij het jongerenklassement in Parijs-Nice.
In 2007 stapte Sánchez over naar Caisse d'Epargne. In zijn eerste jaar won hij het officieuze eindklassement van de Challenge Mallorca en de zesde etappe in Parijs-Nice. De etappezege in de koers naar de zon deed hij het jaar erna over en hij werd Spaans kampioen tijdrijden. Ook won hij dat jaar de zevende etappe in de Ronde van Frankrijk. Hij deed dat door in die heuvelachtige etappe op vier kilometer van de finish uit het peloton weg te springen.
2009 was voor Sánchez een goed jaar. Hij won het eindklassement in de Ronde van de Middellandse Zee en het eindklassement in Parijs-Nice, mede door een zware hongerklop van leider Alberto Contador. De twee jaren daarvoor was hij ook al in de top vijf van deze wedstrijd geëindigd. Naast deze zeges won hij ook de achtste etappe in de Ronde van Frankrijk. Hij won de sprint van een kopgroep.
Het seizoen 2010 begon hij met een etappezege in de Tour Down Under en een in de Ronde van de Algarve. Beide rondes sloot hij als tweede af. In april won Sánchez één etappe en het eindklassement van de Ronde van de Sarthe. In de Tour werd hij tweede in de rit over de Madeleine, net achter Sandy Casar en voor Damiano Cunego. Één week na de Tour wist Sánchez de Clásica San Sebastián te winnen, voor Aleksandr Vinokoerov en landgenoot Carlos Sastre.
Begin september 2010 maakte de Rabobankploeg bekend Sánchez voor de komende twee seizoenen te hebben vastgelegd. Op 10 juli 2011 won de Spaanse renner de negende etappe van de Ronde van Frankrijk. Sánchez kwam hiermee tweede te staan in het algemeen klassement. Vlak voor de Ronde van Frankrijk van 2012 werd bekend dat Sánchez zijn contract bij Rabobank met twee jaar had verlengd. Tijdens deze ronde won Sánchez de veertiende etappe. Later dat jaar won de Spanjaard na een knappe solo voor de tweede keer Clásica San Sebastián. Na deze overwinning, zijn zevende van het seizoen, verlengde Sánchez voor de tweede maal in amper twee maanden zijn contract bij Rabobank, ditmaal tot 2015.
Op 2 februari 2013 zette Blanco, de opvolger van Rabobank, Sánchez op non-actief omdat hij in verband werd gebracht met dopingdokter Eufemiano Fuentes. Op 23 mei maakte Sánchez zijn rentree: hij stond toen aan de start van de Ronde van België, zijn eerste koers van het seizoen. Sánchez won de laatste etappe van deze ronde. In september nam hij met Belkin-Pro Cycling Team deel aan de Ronde van Spanje, maar moest in de veertiende etappe na een val opgeven. Naast het bergklassement van de Ronde van Spanje in 2014 won hij in 2015 goud op de eerste Europese Spelen in Bakoe.

## Palmares

### Overwinningen
2004
1e etappe Ronde van Asturië
3e etappe Clásica Alcobendas
2005
3e etappe Tour Down Under
Eindklassement Tour Down Under
3e etappe Clásica Alcobendas
2006
Jongerenklassement Parijs-Nice
2007
Eindklassement Challenge Mallorca
6e etappe Parijs-Nice
2008
7e etappe Parijs-Nice
 Spaans kampioen tijdrijden, Elite
7e etappe Ronde van Frankrijk
2009
Eindklassement Ronde van de Middellandse Zee
1e etappe Ronde van de Haut-Var
7e etappe Parijs-Nice
Eindklassement Parijs-Nice
1e etappe Ronde van het Baskenland
8e etappe Ronde van Frankrijk
2010
5e etappe Tour Down Under
5e etappe Ronde van de Algarve
1e etappe Ronde van de Sarthe
Eindklassement Ronde van de Sarthe
 Spaans kampioen tijdrijden, Elite
Clásica San Sebastián
2011
 Spaans kampioen tijdrijden, Elite
9e etappe Ronde van Frankrijk
2012
6e etappe Parijs-Nice
2e etappe Ronde van Castilië en León
3e en 4e etappe Ronde van Romandië
 Spaans kampioen tijdrijden, Elite
14e etappe Ronde van Frankrijk
Clásica San Sebastián
2013
5e etappe Ronde van België
4e etappe Ronde van de Ain
2014
1e etappe La Tropicale Amissa Bongo
3e etappe Ronde van Castilië en León
 Bergklassement Ronde van Spanje
2015
 Wegwedstrijd op de Europese Spelen
2016
2e etappe Ronde van de Algarve
1e etappe Ronde van het Baskenland
2017
GP Beghelli
2018
Ronde van Murcia
4e etappe Tour of the Alps
2e etappe Ronde van Almaty
2019
2e etappe Ronde van Murcia
Eind- en puntenklassement Ronde van Murcia
2e etappe Ronde van Zwitserland
2020
2e etappe Ronde van Murcia
 Spaans kampioen op de weg, Elite
2021
Ordiziako Klasika

### Resultaten in voornaamste wedstrijden
| Jaar | Ronde van Italië | Ronde van Frankrijk | Ronde van Spanje |
| ---- | ---------------- | ------------------- | ---------------- |
| 2004 |                  |                     |                  |
| 2005 |                  | 108e                |                  |
| 2006 |                  |                     | opgave           |
| 2007 |                  |                     | 72e              |
| 2008 |                  | 62e (1)             |                  |
| 2009 |                  | 26e (1)             |                  |
| 2010 |                  | 9e                  | 9e               |
| 2011 |                  | 57e (1)             | 53e              |
| 2012 |                  | 64e (1)             |                  |
| 2013 |                  |                     | opgave           |
| 2014 |                  |                     | 56e              |
| 2015 | 35e              |                     | 33e              |
| 2016 |                  | 48e                 | 26e              |
| 2017 | 43e              |                     | 32e              |
| 2018 | 25e              | opgave              |                  |
| 2019 |                  | opgave              | 23e              |
| 2020 |                  | 32e                 | opgave           |
| 2021 | 33e              |                     | opgave           |
| 2022 |                  | 14e                 | 16e              |
| 2023 | 24e              | opgave              | 61e              |

| Jaar | Milaan-San Remo | Parijs-Roubaix | Amstel Gold Race | Luik-Bast.‑Luik | Ronde van Lombardije | Waalse Pijl | Clásica San Sebastián | Bretagne Classic |  | WK op de weg |  | Wereldranglijsten |
| ---- | --------------- | -------------- | ---------------- | --------------- | -------------------- | ----------- | --------------------- | ---------------- |  | ------------ |  | ----------------- |
| 2004 |                 | opgave         | 77e              | opgave          |                      | 88e         | 120e                  |                  |  |              |  |                   |
| 2005 |                 |                |                  |                 |                      |             |                       |                  |  |              |  |                   |
| 2006 | 64e             |                |                  |                 |                      |             | 132e                  |                  |  |              |  |                   |
| 2007 |                 |                | opgave           | opgave          |                      | opgave      |                       |                  |  |              |  | 55e (UPT)         |
| 2008 |                 |                | 92e              | 86e             |                      | 69e         |                       |                  |  | opgave       |  | 71e (UPT)         |
| 2009 | 34e             |                |                  |                 |                      |             | 20e                   | 6e               |  |              |  | 20e (UWK)         |
| 2010 |                 |                |                  | 28e             |                      | 87e         | ↑                     |                  |  | opgave       |  | (UWK)             |
| 2011 |                 |                | 66e              | opgave          |                      |             | 29e                   |                  |  | 164e         |  | 73e (UWT)         |
| 2012 |                 |                |                  | 64e             |                      |             | ↑                     | 66e              |  |              |  | 36e (UWT)         |
| 2013 |                 |                |                  |                 |                      |             |                       |                  |  | opgave       |  |                   |
| 2014 |                 |                |                  |                 | opgave               |             |                       |                  |  | opgave       |  |                   |
| 2015 |                 |                | 63e              | 30e             |                      | 54e         | 21e                   |                  |  | 30e          |  | 147e (UWT)        |
| 2016 | 11e             |                | 45e              | 27e             |                      | 31e         | 17e                   |                  |  |              |  | 125e (UWT)        |
| 2017 | 28e             |                |                  | opgave          | opgave               |             |                       |                  |  | 66e          |  | 119e (UWT)        |
| 2018 | 28e             |                |                  |                 |                      |             |                       |                  |  |              |  | 100e (UWT)        |
| 2019 |                 |                | 65e              | 55e             |                      | 44e         |                       |                  |  | opgave       |  |                   |
| 2020 |                 |                |                  | 41e             |                      |             |                       |                  |  | 52e          |  |                   |
| 2021 |                 |                |                  | 67e             |                      |             | 46e                   |                  |  |              |  |                   |
| 2022 |                 |                |                  | 80e             |                      | 51e         | opgave                |                  |  |              |  |                   |
| 2023 |                 |                |                  |                 |                      |             |                       |                  |  |              |  |                   |

## Ploegen
- 2003 –  ONCE-Eroski (stagiair vanaf 1 september)
- 2004 –  Liberty Seguros
- 2005 –  Liberty Seguros-Würth Team
- 2006 –  Astana-Würth Team
- 2007 –  Caisse d'Epargne
- 2008 –  Caisse d'Epargne
- 2009 –  Caisse d'Epargne
- 2010 –  Caisse d'Epargne
- 2011 –  Rabobank
- 2012 –  Rabobank
- 2013 –  Belkin-Pro Cycling Team [a]
- 2014 –  Caja Rural-Seguros RGA
- 2015 –  Astana Pro Team
- 2016 –  Astana Pro Team
- 2017 –  Astana Pro Team
- 2018 –  Astana Pro Team
- 2019 –  Astana Pro Team
- 2020 –  Astana Pro Team
- 2021 –  Astana-Premier Tech
- 2022 –  Bahrain-Victorious
- 2023 –  Astana Qazaqstan

Andrle ·
Arroyo ·
Azevedo ·
G. Beloki ·
J. Beloki ·
Caruso ·
Castresana ·
Contador ·
Davis ·
Díaz ·
Florencio ·
Gil ·
Á. González de Galdeano ·
I. González de Galdeano ·
Gonzalez ·
Hruška · 
Jaksche ·
Nozal ·
Pradera ·
Rodríguez ·
Serrano ·
Vicioso ·
Zarrabeitia ·
Grau (stagiair) ·
Sánchez (stagiair)
Andrle ·
Baranowski · 
Barredo · 
Caruso · 
Contador ·
Davis ·
Díaz ·
Gil ·
Á. González de Galdeano ·
I. González de Galdeano ·
Heras ·
Hernández ·
Hruška ·
Nozal ·  
Ramírez ·
Sánchez ·
Serrano ·
Vicioso ·
Vande Velde
Andrle ·
Baranowski · 
Barredo · 
Beloki ·
Caruso · 
Contador ·
Davis ·
de Kort ·
Etxebarria ·
Gil ·
González de Galdeano ·
Heras ·
Hernández ·
Hruška ·
Jaksche ·
Kemps ·
Navarro ·
Nozal ·  
Paulinho ·
Ramírez ·
Redondo ·
Ribeiro (tot 30/04) ·
L. L. Sánchez ·
Santos ·
Scarponi ·
Serrano ·
Vicioso ·
Rojas (stagiair) ·
E. Sánchez (stagiair)
Abellán ·
Baranowski · 
Barredo · 
Bazajev ·
Beloki ·
Caruso · 
Contador ·
Davis ·
de Kort ·
Etxebarria ·
Jakovlev ·
Jaksche ·
Kasjetsjkin ·
Kemps ·
Navarro ·
Nozal ·  
A. Osa · 
U. Osa ·
Paulinho ·
Ramírez ·
Redondo ·  
Rojas ·
E. Sánchez ·
L. L. Sánchez ·
Santos ·
Scarponi ·
Serrano ·
Vicioso ·
Vinokoerov
Arroyo ·
Berthou ·
Brard ·
Erviti ·
Fertonani ·
García ·
Gutiérrez ·
Horrach ·
Jefimkin ·
Karpets ·
Lastras ·
López ·
Losada ·
Markov ·
Pereiro ·
A. Pérez ·
F. Pérez ·
Perget ·
Plaza ·
N. Portal ·
S. Portal ·
Reynés ·
Rodríguez ·
Rojas ·
Sánchez ·
Valverde ·
Zaballa ·
Zandio
Arroyo ·
Charteau ·
Coyot ·
Drujon ·
Erviti ·
García ·
Gutiérrez ·
Horrach ·
Karpets ·
Lastras ·
López ·
Losada ·
Moreno ·
Pasamontes ·
Patanchon ·
Pereiro ·
F. Pérez ·
M. Pérez ·
Perget ·
Portal ·
Rodríguez ·
Rojas ·
Rujano ·
Sánchez ·
Urán ·
Valverde ·
Zandio
Amador ·
Arroyo ·
Charteau ·
Costa ·
Coyot ·
Drujon ·
Erviti ·
García ·
Gutiérrez ·
Jeannesson ·
Kiryjenka ·
Lastras ·
López ·
Losada ·
Madrazo ·
Moreno ·
Pasamontes ·
Pereiro ·
F. Pérez ·
M. Pérez ·
Perget ·
Portal ·
Rodríguez ·
Rojas ·
Sánchez ·
Urán ·
Valverde ·
Zandio
Amador ·
Arroyo ·
Bruseghin ·
Cobo ·
Costa ·
Coyot ·
Drujon ·
Erviti ·
García ·
Gutiérrez ·
Jeannesson ·
Kiryjenka ·
Lastras ·
López ·
Losada ·
Madrazo ·
Moreau ·
Pasamontes ·
Pérez ·
Perget ·
Plaza ·
Rojas ·
Sánchez ·
Soler ·
Urán ·
Valverde ·
Zandio
Barredo ·
Boom ·
Bos ·
Breschel ·
Brown ·
Clement ·
ten Dam ·
van Emden ·
Flens ·
Freire · 
Gárate ·
Gesink ·
Kruijswijk ·
Langeveld ·
Leezer ·
Martens ·
Matthews ·
Mollema ·
Niermann ·
Sánchez ·
Slagter ·
Tankink ·
Tjallingii ·
Vermeltfoort ·
Weening ·
van Winden · 
Wynants ·
Goos (stagiair)
Barredo ·
Bol · 
Boom ·
Bos ·
Breschel ·
Brown ·
Clement ·
ten Dam ·
van Emden ·
Flens ·
Gárate ·
Gesink ·
Kelderman ·
Kruijswijk ·
Leezer ·
Martens ·
Matthews ·
Mollema ·
Niermann ·
Renshaw ·
Sánchez ·
Slagter ·
Tankink ·
Tjallingii ·
Vermeltfoort ·
van Winden · 
Wynants ·
Goos (stagiair)
Agnoli · Aru · Ayazbajev · Boom · Božič · Cataldo · De Vreese · Dyaçenko · Fominykh · Fuglsang · Groezdev · Guardini · Hryvko · Kamışev · Kangert · Landa · Loetsenko · López · Malacarne · Nibali · Qojatajev · Rosa · Sánchez · Scarponi · Taaramäe · Tiralongo · Tlewbajev · Vanotti · Westra · Zejts
Agnoli · Aru · Ayazbajev · Boom · Capecchi · Cataldo · De Vreese · Fominykh · Fuglsang · Groezdev · Guardini · Hryvko · Kamışev · Kangert · Loetsenko · López · Malacarne · Nibali · Ömirzaqov · Qojatajev · Rosa · Sánchez · Scarponi · Smukulis · Tiralongo · Tlewbajev · Vanotti · Westra · Zacharov · Zejts · Bïjigitov (stagiair) · Koelimbetov (stagiair)
Aru · Bilbao · Bïjigitov · Breschel · Cataldo · De Vreese · Fominykh · Fuglsang · Gatto · Groezdev · Hansen · Hryvko · Kamışev · Kangert · Korsæth · Loetsenko · López · Minali · Moser · Qojatajev · Sánchez · Scarponi · Stalnov · Tiralongo · Tlewbajev · Tsjernetski · Valgren · Zacharov · Zejts · Gïdïç (stagiair) · Lauk (stagiair)
Bilbao · Bïjigitov · Cataldo · Cort · De Vreese · Fominykh · Fraile · Fuglsang · Gatto · Gïdïç · Groezdev · Hansen · Hirt · Houle · Hryvko · Kangert · Korsæth · Loetsenko · López · Minali · Moser · Qojatajev · Sánchez · Stalnov · Tlewbajev · Tsjernetski · Valgren · Villella · Zacharov · Zejts
Ballerini · Bilbao · Bïjigitov · Boaro · Bohórquez · Cataldo · Contreras · Cort · De Vreese · Fominykh · Fraile · Fuglsang · Gïdïç · Gregaard · Groezdev · Hirt · Houle · G. Izagirre · J. Izagirre · Kudus · Loetsenko · López · Natarov · Sánchez · Stalnov · Villella · Zacharov · Zejts
Aranburu · Bïjigitov · Boaro · Bohórquez · Contreras · De Vreese · Felline · Fominykh · Fraile · Fuglsang · Gïdïç · Gregaard · Groezdev · Houle · G. Izagirre · J. Izagirre · Kudus · Loetsenko · López · Martinelli · Natarov · Pronskïÿ · Rodríguez · Sánchez · Stalnov · Tejada · Vlasov · Zacharov
Aranburu · Battistella · Boaro · Broesenski · Contreras · de Bod · Fjodorov · Felline · Fraile · Fuglsang · Gïdïç · Gregaard · Groezdev · Houle · G. Izagirre · J. Izagirre · Kudus · Loetsenko · Martinelli · Natarov · Perry · Piccolo tot 31 mei · Pronskïÿ · Rodríguez · Romo · Sánchez · Sobrero · Stalnov · Tejada · Vlasov · Zacharov
Arashiro · Bauhaus · Bilbao · Buitrago · Caruso · Colbrelli · Feng · Govekar (vanaf 1/6) · Gradek · Haig · Haussler · Landa · Maciejuk · Madan · Mäder · Milan· Mohorič · Novak · Osorio (tot 31/3) · Pernsteiner · Poels · Price-Pejtersen · Sánchez · Sütterlin · Teuns (tot 4/8) · Tratnik · Williams · Wright · Zambanini · Miholjević (stagiair)
Basso · Battistella · Boaro · Bol · Broesenski · Cavendish · Chzhan · de la Cruz · Dombrowski · Fjodorov · Felline · Garofoli · Gïdïç · Groezdev · Laas · Loetsenko · Martinelli · Moscon · Natarov · Nibali · Nurlykhassym · Pronskïÿ · Raboesjenka · Romo · Sánchez · Scaroni · Syritsa · Tejada · Velasco · Zejts